# 萊茵金屬防空系統
萊茵金屬防空公司是德国军火商莱茵金属的子公司。

## 历史
1876年，彼得·埃米爾·胡貝爾·韋德米勒 在瑞士苏黎世创办歐瑞康机械厂，生产电力机车。
1906年，將军火部门分拆为歐瑞康-比勒工具機廠( Schweizerische Werkzeugmaschinenfabrik Oerlikon)。
1923年，收购了一家德国SEMAG (Seebach Maschinenbau Aktiengesellschaft) ，由此获取了1916年德国人莱因霍尔德·贝克（Reinhold Becker）开发的20毫米贝克M2型机关炮技術。

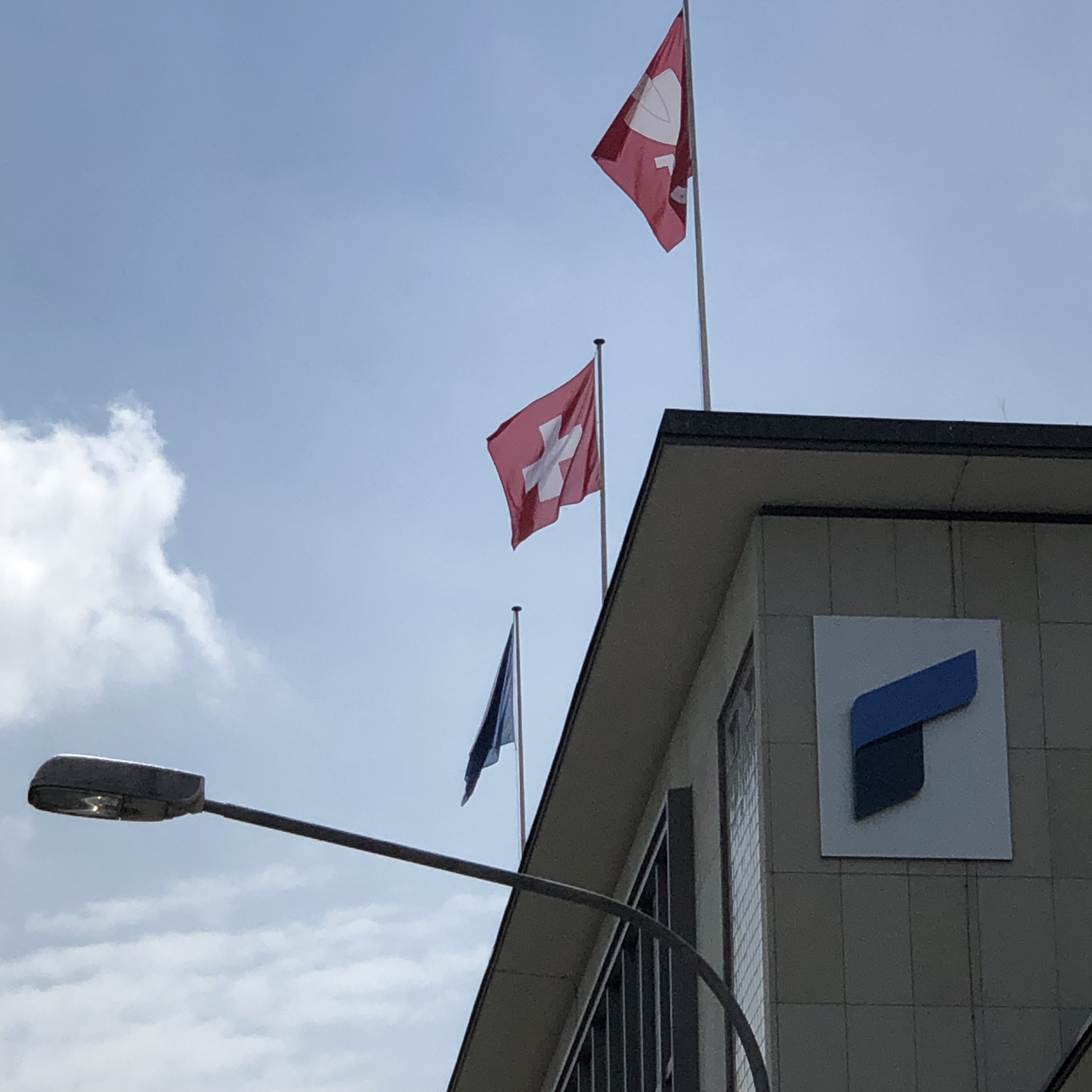
位于欧瑞康的莱茵金属办公室

1924年，进入了高射炮防空軍備生產研發產業。歐瑞康以贝克的设计为基础，开发出了FF、FFL、FFS等多个版本的20毫米机炮。它们分别使用20×72MM、20×101MM、20×110MM规格的炮弹。从二战一直使用至今。
1936年，它成立了一家防空軍備研發公司，名為 康特拉韦斯公司 (拉丁语:Contraves，意為“防鳥”意译为“反飞行物”)成立。研发精密机械的测控仪表。二战后，为歐瑞康35毫米双管高射炮研发生产了配套的超级蝙蝠（Super Fledermaus）火控雷达系统，可控制導引两門GDF机炮進行自動瞄准射击。
1960年代初投入量產的35毫米歐瑞康GDF双管高射炮在全世界得到普遍使用。
1989年，歐瑞康-伯勒公司（Werkzeugmaschinenfabrik Oerlikon-Bührle）与康特拉韦斯公司合并为歐瑞康-康特拉韦斯集团（Oerlikon Contraves Group）。后更名为歐瑞康-康特拉韦斯防务（Oerlikon Contraves Defences ）。
1999年，莱茵金属收购了Oerlikon Contraves 。2009年1月1日歐瑞康-康特拉韦斯防务与莱茵金属的其它生产防空軍備产品的部门合并为萊茵金屬防空防務公司（Rheinmetall Air Defence） 。当时，萊茵金屬防空防務公司有1050名雇员，分布在瑞士、德国、意大利、加拿大。2008年销售额380,000,000欧元。
歐瑞康(OC Oerlikon Corporation AG)自此脫離軍火生產商角色轉型為高科技民用產品研發生產集團。